# Bill Bright
Bill Bright (eigentlich: William Rohl Bright; * 19. Oktober 1921 in Coweta, Oklahoma; † 19. Juli 2003 in Orlando, Florida) war ein US-amerikanischer Evangelist und Gründer des weltweit größten Missionswerks Campus Crusade for Christ International, das heute mit 26.000 Vollzeitmitarbeitern und ca. 225.000 ehrenamtlichen Mitarbeitern in 191 Ländern der Erde arbeitet. In Deutschland, Österreich und der Schweiz existiert das Missionswerk unter Campus für Christus.

## Leben

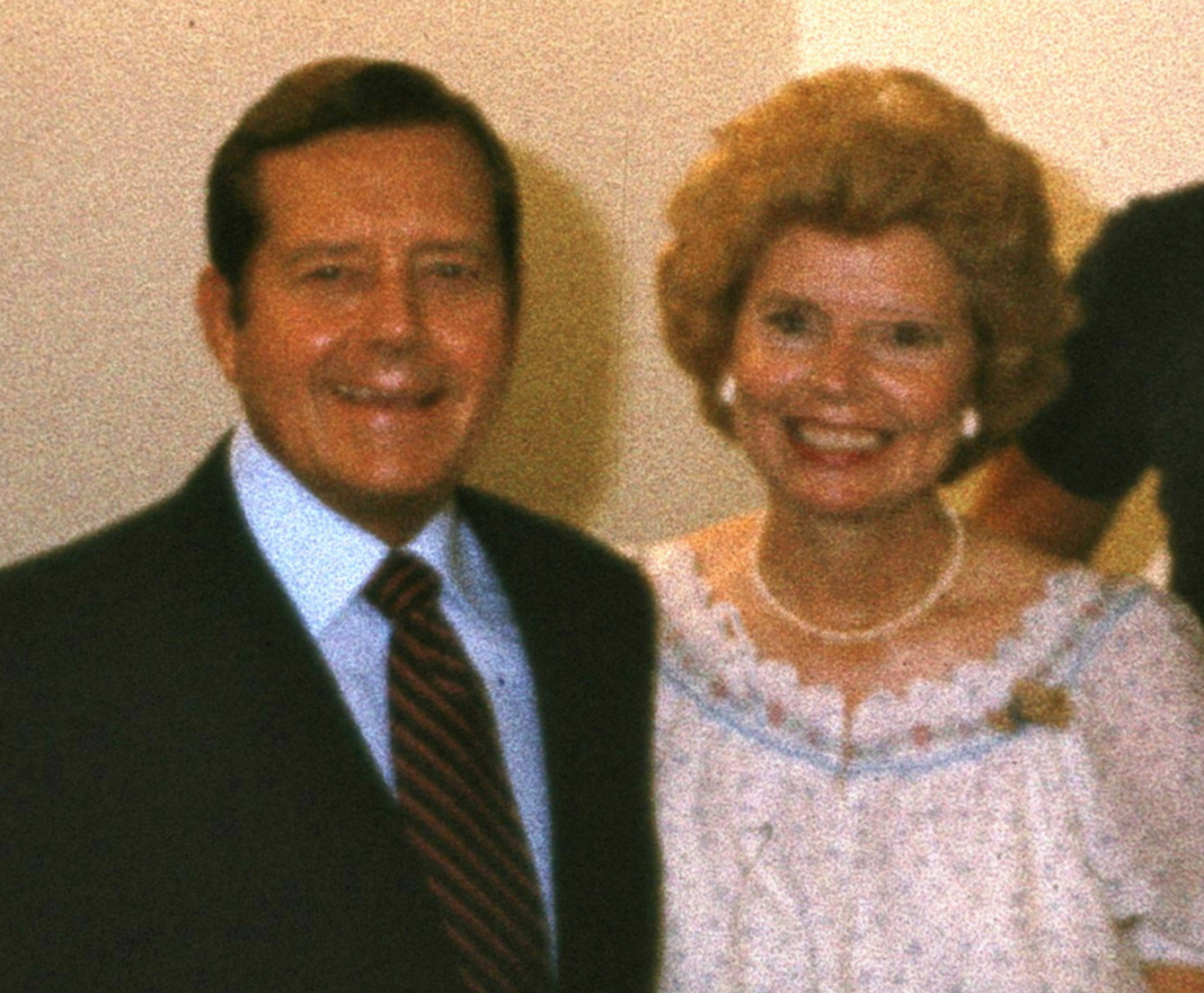
Bill und Vonette Bright 1980

Bill Bright war der Sohn von Forest Dale Bright und Mary Lee Rohl Bright. Mit vier weiteren Brüdern und zwei Schwestern wuchs er auf der Farm seiner Eltern auf. Vor allem durch seine Mutter kam er schon früh mit dem christlichen Glauben in Berührung, konnte aber lange nichts damit anfangen. Auf Grund einer Sportverletzung begann er, die Spiele der heimischen Football-Mannschaft zu kommentieren. So entwickelte er schon in jungen Jahren eine außergewöhnliche Redebegabung. Er studierte Wirtschaft und Soziologie, schloss sein Studium 1944 mit Auszeichnung ab und wurde danach als außerordentlicher Professor an die Northeastern State University in Oklahoma berufen. Er zog allerdings das Geschäftsleben vor und gründete in Los Angeles eine erfolgreiche Konfekt-Fabrik. In dieser Zeit lernte er die Hollywood First Presbyterian Church und deren Universitäts-Pastorin, Henrietta Mears, kennen. Durch ihren Einfluss entschied er sich 1945 bewusst für ein Leben mit Jesus Christus und begann, intensiv die Bibel zu lesen. Parallel zum Geschäftsleben studierte er Theologie an der Princeton University und dem Fuller Theological Seminary.
1948 heiratete Bright die ebenfalls aus Coweta stammende Vonette Zachary. Die beiden adoptierten zwei Jungen. Als Ehepaar schlossen sie einen schriftlichen „Vertrag mit Gott“ ab, in dem sie sich mit allem, was sie waren und hatten, Gott zur Verfügung stellten. Kurze Zeit später entstand die Idee einer weltweiten christlichen Bewegung unter Studenten, mit dem Ziel, „die Welt in dieser Generation mit dem Evangelium zu erreichen“. Ausgangspunkt dieser Studentenarbeit wurde die University of California, Los Angeles und Vonette und Bill Bright arbeiteten eng zusammen. Lange blieb die Studentenarbeit der einzige Arbeitszweig von Campus Crusade for Christ, doch im Laufe der Zeit rückten immer mehr Zielgruppen in den Fokus: Künstler, Botschafter, Strafgefangene, Geschäftsleute, Schüler ... Fünf Jahrzehnte lang war Bright der internationale Präsident von Campus Crusade for Christ, 2001 trat sein langjähriger Mitarbeiter Steve Douglass seine Nachfolge an. Bill Bright verstarb im Juli 2003 an den Folgen einer Lungenfibrose.

## Werke
Bill Bright hat mehr als 100 Schriften, Bücher und zahllose Artikel geschrieben. Auf Deutsch sind u. a. erschienen:
- 1971: Die Mitteilbaren Konzepte, 9 Bücher mit Themen wie: Wirksames Gebet, Leben im Heiligen Geist...
- 1983: Überraschungen mit Gott (ISBN 3-7751-0815-7)
- 1990: Natürlich weitersagen – wie man andere zum Glauben einladen kann (ISBN 3-7751-1594-3)
- 1996: Gottes Handeln erwarten – geistliche Erneuerung durch Fasten und Beten (ISBN 3-88404-102-9)
- 1998: Ich hab’s : Schlüsselerlebnisse mit Gott (ISBN 3-7751-1890-X)
- 2004: Erste Liebe – Gott leidenschaftlich lieben lernen (ISBN 3-7655-1856-5)

## Wirkung
1979 stellte Bill Bright den Film Jesus vor. Der Film floppte an den US-amerikanischen Kinokassen, ist international aber ein großer Erfolg. Nach eigenen Angaben wurde der Film in über 1'800 Sprachen übersetzt (Stand Mai 2020).
Seit 1972 motivieren Explo-Konferenzen (der Begriff Explo steht für geistliche Explosion) Christen in aller Welt, den Missionsauftrag Jesu umzusetzen und andere zum christlichen Glauben zu bekehren. 1972 in Dallas/Texas war Premiere mit 85.000 Teilnehmern, 1974 in Seoul/Korea kamen 330.000 Teilnehmer. Seit 1985 wurde die Explo jeweils per Satellitenübertragung weltweit ausgestrahlt.
1996 erhielt Bill Bright in England den mit 1,1 Millionen Pfund dotierten Templeton-Preis für Fortschritt in der Religion. Mit dem Geld förderte er einen weltweiten Gebetsdienst.